# Aria (平沢進の曲)
『Aria』（アリア）は、日本のシンガーソングライター平沢進の6枚目のシングル。平沢進のシングルとしては『BERSERK -Forces-』より16年振りのシングルとなり、2012年2月4日に自主レーベルのケイオスユニオン/TESLAKITEより発売された。
映画『ベルセルク 黄金時代篇』の主題歌。
発売当時、平沢の公式サイトにて2分の「Aria 特別ショートバージョン」が動画として無料公開されており、後述のネットスタンダード認定祭の素材としてニコニ・コモンズには同バージョンとカラオケの音源が登録された。
『ヤングアニマル』2012年No.12（6月22日号）特別付録の『映画ベルセルクプレミアムDVD』に「『Aria』フルバージョン＆『ドルドレイ攻略』名シーンフラッシュ」が収録されている。

## 解説
ゲーム『ベルセルク 千年帝国の鷹篇 聖魔戦記の章』主題歌の「Sign」と同様、歌詞は全てベルセルクの世界観を表現した造語で歌われている。正確な歌詞は公開されておらず、平沢はSignと同様にリスナーが各自好きなように歌詞をつけて良いとしている。
映画本編では1分30秒にカットされて使用されたが、サビが演奏されていない。これについて平沢は2013年2月2日の『ベルセルク 黄金時代篇Ⅲ 降臨』公開記念舞台挨拶にて、映画に併せてカットする際、没になるつもりでサビのないバージョンを提出し、その後サビの入ったものを提出する予定がそのまま採用されてしまったと話している。
アルバム「現象の花の秘密」の発売日である2012年11月23日にニコニコ生放送にて『ベルセルク 黄金時代篇Ⅲ 降臨』公開記念 『(`Д´)ワージ!を超えろ！「Aria」歌詞ネットスタンダード認定祭』が放送され、平沢本人が出演。ニコニコ動画利用者から投稿された『Aria』に関する動画を評価した。
2013年1月29日に『Aria』の歌詞ネットスタンダード映像が公開された。

## 収録曲
1. Aria(4:45)
  - 映画『ベルセルク 黄金時代篇』主題歌。
2. Aria（カラオケ）(4:46)